# هوگو فان در خوس
هوگو فان در خوس (هلندی: Hugo van der Goes; ۱ ژانویهٔ ۱۴۴۰ – ۱ ژانویهٔ ۱۴۸۲) نقاش فلاندری بود که از برجسته‌ترین هنرمندان اواخر سدهٔ پانزدهم میلادی در نقاشی اولیه هلند به‌شمار می‌رود. او در زمینهٔ نقاشی پرتره و نقاشی قطعه‌محراب‌ها چیره‌دست بود. شاهکارش نقاشی سه‌لتی قطعه‌محراب پورتیناری نام دارد.